# مطبخ صيني

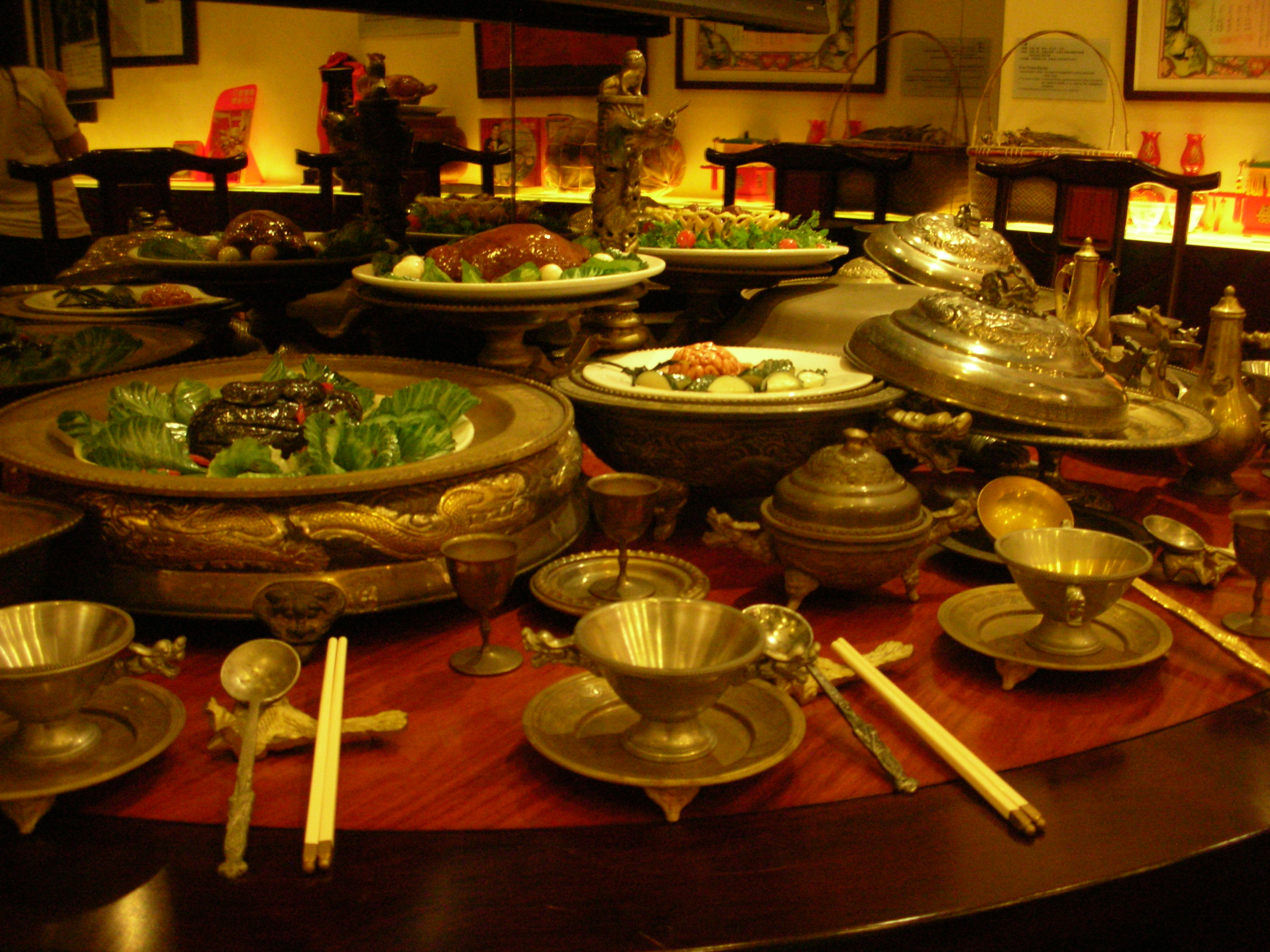

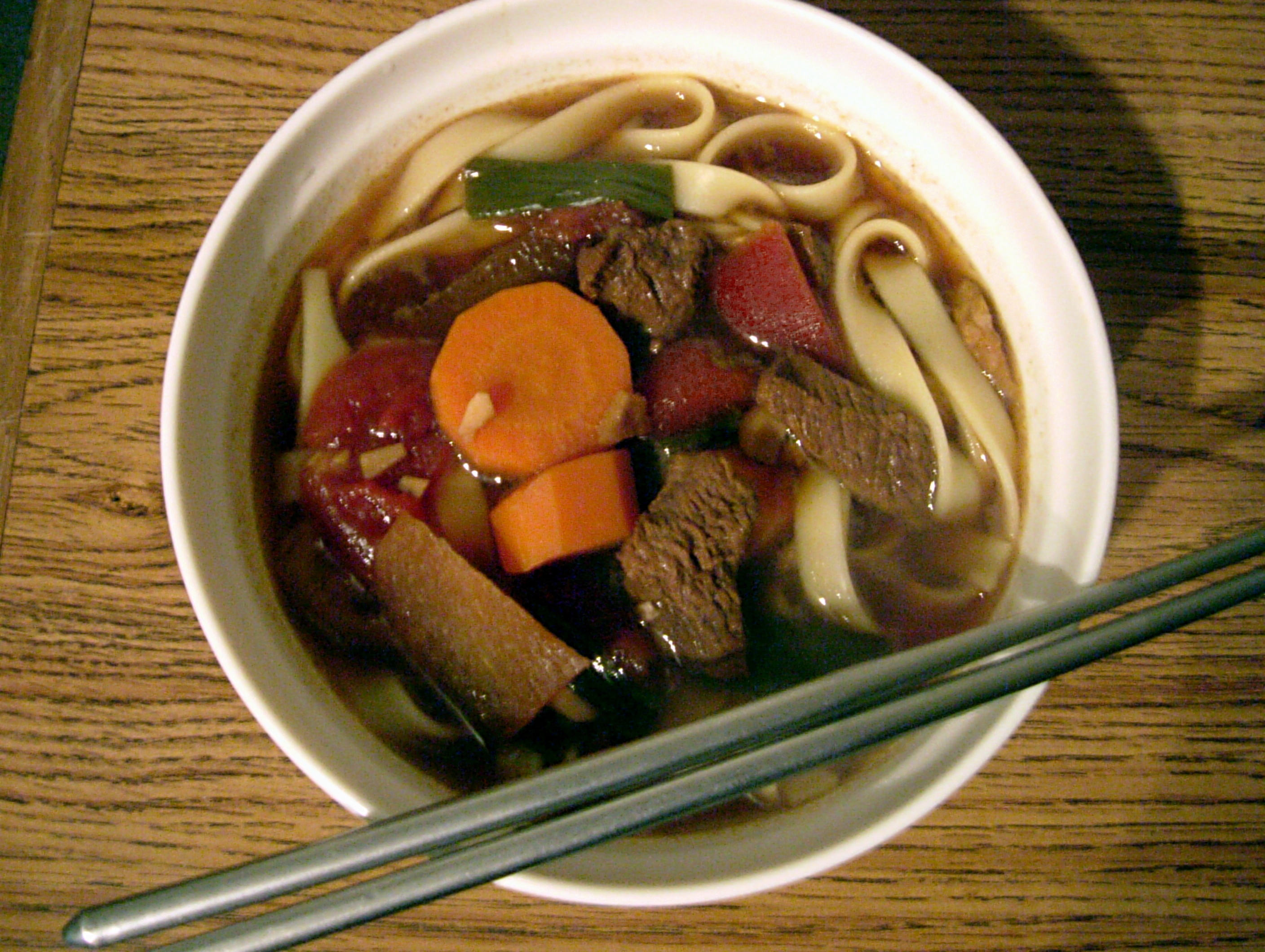
سلطانية لحم بقري ومكرونة في صلصة صويا.

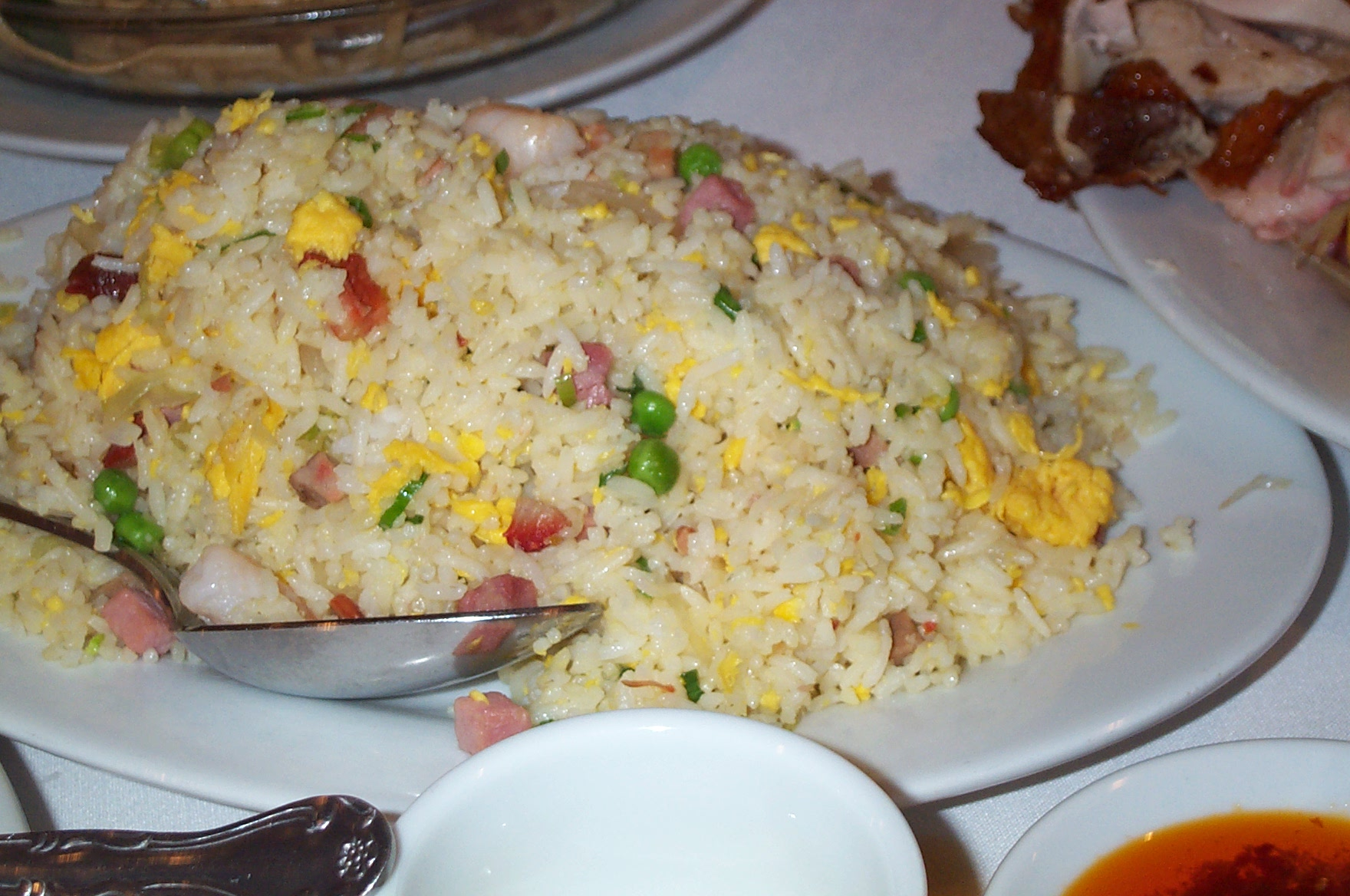
أرز محمر صيني.

يشمل المطبخ الصيني الأطباق التي نشأت في الصين إضافة إلى الأطباق التي يجهزها الصينيون في مختلف أنحاء العالم. وبفضل انتشار الجاليات الصينية ونفوذ الصين التاريخي، أثر المطبخ الصيني بعمق في العديد من المطابخ الآسيوية والعالمية، فقد أُجريت تعديلات على الوصفات لتلائم الأذواق المحلية. وتشمل المكونات الأساسية للأطعمة الصينية الأرز، وصلصة الصويا، والمعكرونة، والشاي، وزيت الفلفل الحار، والتوفو، أما الأدوات فتشمل عيدان الأكل والمقلاة الصينية، والتي باتت منتشرة في جميع أنحاء العالم.
ظهرت أول المطاعم في العالم، التي يمكن التعرف عليها بوصفها مطاعم حديثة، خلال عهد سلالة سونغ في الصين في القرنين الحادي عشر والثاني عشر. وأصبح الطعام الشارعي جزءًا لا يتجزأ من ثقافة الطعام الصيني في عهد سلالة تانغ، وأسس العمال المستقدمون من الصين خلال أواخر القرن التاسع عشر ثقافة الطعام الشارعي في أجزاء كبيرة من جنوب شرق آسيا.
تختلف تفضيلات النكهات وتقنيات الطهي بين المقاطعات الصينية وفقًا للاختلافات الطبقية، والدينية، والتاريخية، والعرقية. وتؤثر الملامح الجغرافية مثل الجبال والأنهار والغابات والصحاري على المكونات المحلية المتاحة، خاصةً مع تنوع المناخ من استوائي في الجنوب إلى شبه قطبي في الشمال الشرقي. ولعبت تفضيلات الأسر الملكية دورًا في تطوير المطبخ الصيني، فقد أدى التوسع الإمبراطوري والهجرة والتجارة إلى دمج مكونات وتقنيات طهي من ثقافات أخرى في المطبخ الصيني على مر الزمن، وانتشار تأثيره عالميًا.
توجد العديد من الأنماط الدينية والإقليمية والعرقية للمطبخ الصيني سواء داخل الصين أو خارجها. ويتميز المطبخ الصيني بتنوعه الواسع، وعادةً ما يُصنّف بناءً على التقسيمات الإقليمية للمقاطعات، لكن تشمل هذه التصنيفات على مستوى المقاطعة في طياتها عدة أساليب أخرى. وخلال عهد سلالة تشينغ، شكلت أربعة أنماط رئيسية أبرز تقاليد الطبخ الصيني، وهي «تشوان» و«لو» و«يوي» و«هواييانغ»، والتي تمثل المأكولات في غرب وشمال وجنوب وشرق الصين على التوالي. وفي عام 1980، قدّم الصحفي الصيني وانغ شاو تشيوان تصنيفًا حديثًا في مقال نشره في صحيفة «بيبولز ديلي» لتحديد «المطابخ الثمانية الكبرى للصين» وهي: آنهوي (徽菜؛ Huīcài)، وغوانغدونغ (粵菜؛ Yuècài)، وفوجيان (閩菜؛ Mǐncài)، وهونان (湘菜؛ Xiāngcài)، وجيانغسو (蘇菜؛ Sūcài)، وشاندونغ (魯菜؛ Lǔcài)، وسيتشوان (川菜؛ Chuāncài)، وتشيجيانغ (浙菜؛ Zhècài).
يرتبط المطبخ الصيني ارتباطًا وثيقًا بالطب الصيني التقليدي، مثل ممارسة «العلاج الغذائي الصيني». ويعتمد تقييم الطعام الصيني على ثلاثة جوانب تقليدية هي اللون، والرائحة، والطعم، إلى جانب المعنى والمظهر والقيمة الغذائية للأطعمة. ويجب أن يُقدر الطهي بناءً على المكونات المستخدمة، والمهارات في التقطيع، ووقت الطهي، والتوابل.

## التاريخ

### ما قبل عهد سلالة تانغ
أولى المجتمع الصيني اهتمامًا كبيرًا بفنون الطهي، وطوّر دراسة واسعة لهذا المجال بناءً على معتقداته الطبية التقليدية. وكانت الثقافة الصينية تتركز في البداية حول سهل شمال الصين، ويبدو أن أول المحاصيل المستأنسة كانت من نوعي الدخن الثعلبي ودخن المكنسة، بينما زُرع الأرز في الجنوب. وبحلول عام 2000 ق.م، وصل القمح من غرب آسيا، وكانت هذه الحبوب تقدم عادةً على شكل حساء ساخن بدلًا من خبزها مثلما كانت تقدم في أوروبا. وكان النبلاء يصطادون أنواعًا مختلفة من الطرائد ويتناولون لحم الضأن والخنزير والكلاب بعد استئناسها. وخُزنت الحبوب للحماية من المجاعة والفيضانات، وحُفظت اللحوم باستخدام الملح والخل والتجفيف والتخليل، فيما اقتصر قلي الطعام بالدهون الحيوانية على الأغنياء فقط.

وبحلول عهد كونفوشيوس في أواخر فترة تشو، أصبحت فنون الطهي تُعتبر فنًا رفيعًا. وناقش كونفوشيوس مبادئ المائدة، إذ قال: 
«لن يكون الأرز أبيض جدًا أبدًا، ولن يكون اللحم مقطّعًا بدقة عالية جدًا... عندما لا يُطهى الطعام بشكل صحيح، لن يأكل الرجل. وعندما يُطبخ بشكل سيئ، لن يأكل الرجل. عندما لا يُقطع اللحم بالشكل السليم، لن يأكل الرجل. عندما لا يُحضر الطعام بالصلصة المناسبة، لن يأكل الرجل. على الرغم من توفر الكثير من اللحوم، لا ينبغي أن تُطهى بكميات أكبر من المواد الأساسية. لا يوجد حد لكمية الكحول، طالما لم يصل الإنسان إلى مرحلة السكر».
تشير «لويشي تشونكيو» إلى أنه «فقط إذا اختير المرء كابن للسماء، فسيُحضر له أشهى الأطباق». ويعطي كتاب «زاوهون» (القرن 4-3 ق.م) بعض الأمثلة على هذه الأطعمة مثل يخنة السلحفاة، والكعك بالعسل، والبيرة المبردة بالثلج.
في عهد سلالة تشين في عهد شي هوانغدي، توسع الإمبراطورية نحو الجنوب، وبحلول عهد سلالة هان، ربطت القنوات الرئيسية بين مختلف المناطق والمطابخ الصينية، ما أدى إلى زيادة تعقيد التنوع الإقليمي للمأكولات الصينية. كان يُنظر إلى الطعام في الصين على أنه مصدر للطاقة «تشي»، وكان الهدف من الطعام هو الحفاظ على التوازن بين «اليين» و«اليانغ».
وفي عهد الهان، طوّر الصينيون طرقًا لحفظ الطعام لتلبية احتياجات الحصص العسكرية أثناء الحملات، مثل تجفيف اللحوم وتحويلها إلى «جِرْكي» (اللحم المجفف) وتجفيف الحبوب بعد الطهي والتحميص. وتزعم الأساطير الصينية أن الجنرال بان تشاو من سلالة هان هو من أدخل خبز «شاو بينغ» المسطح إلى الصين من «سييو» (المنطقة الغربية، وهو اسم قديم لآسيا الوسطى)، وكان يعرف سابقًا باسم «هوبينغ» (胡餅؛ وتعني حرفيًا «خبز البرابرة»). ويعتقد أن «شاو بينغ» مرتبط بخبز النان الفارسي وخبز النان الآسيوي، وكذلك بخبز البيتا الشرق أوسطي.
وفي أثناء عهد السلالات الجنوبية والشمالية، أدخلت الشعوب غير الصينية مثل «شيانبي» من «وي الشمالية» مطابخها إلى شمال الصين، واستمر هذا التأثير حتى عهد سلالة تانغ، إذ انتشرت لحوم مثل الضأن ومنتجات الألبان مثل حليب الماعز واللبن و«كوميس» بين الصينيين. وفي عهد سلالة سونغ، طور الصينيون نفورًا من منتجات الألبان وتخلوا عن الأطعمة المستندة إلى الألبان التي كانت قد انتشرت في عهد سابق.
هرب المتمرد الصيني وانغ سو إلى شيانبي من «وي الشمالية» بعد فراره من «تشي الجنوبية»، إذ لم يتمكن في البداية من تحمل منتجات الألبان مثل حليب الماعز وأطعمة مثل لحم الضأن، واضطر إلى تناول الشاي والأسماك بدلًا من ذلك، لكنه بعد بضع سنوات استطاع أن يتناول اللبن ولحم الضأن، وسأله إمبراطور شيانبي أي الأطعمة الصينية (تشونغقو) يفضل: الأسماك أم لحم الضأن والشاي أم اللبن.

## خصائص المطبخ الصيني
يدخل العديد من الخضروات المعروفة في البلاد العربية في المأكولات الصينية، منها الفلفل الرومي الأحمر والأصفر والقرنبيط والكرنب والخيار والبازلاء. كما لا يستغني المطبخ الصيني عن خضرواته المميزة مثل الحلبة المزرعة والصويا والتوفو والبطاطا والبصل الأخضر والقلقاس وصلصة الصويا. وتدخل صلصة الصويا في جميع الأكلات تقريبا وكذلك الأرز.
صلصة فول الصويا تعتبر حلوة وشهية، وهي تشبه في طعمها العسل الأسود المخفف بالماء والخل. ويجري تجهيز الخضروات في صينية خاصة مقعرة واسعة. يوضع قليل من صلصة الصويا في الصينية مع زيت ويقلى اللحم المقطع في هيئة شرائح صغيرة رقيقة تناسب فتحة الفم. وبعد 8 دقائق تقريبا يضاف مخلوط الخضروات المقطع تقطيعا يناسب فتحة الفم أيضا إلى اللحم لمدة 6 دقائق على نار شديدة، ثم تضاف الحلبة المزرعة لمدة دقيقة ويقلب الجميع. يضبط الطعم بإضافة قليل من صلصة الصويا والملح. وتقدم مع أرز مسلوق في ماء وقليل من الملح.
يكمن إضافة شرائح رقيقة من نبات الزنجبيل إلى مخلوط الخضار عند بدء الطبخ فيعطي الطعام طعما مميزا. كما يمكن تقديم الخضار واللحم مع مكرونة الأرز أو الأسباجتي العادية.
يمكن استبدال اللحم البقري بلحم الدجاج، أو البحريات كالجنبري وحلقات الكاليماري(الحبار)

## الأطباق المشهورة

### شوربة وان تان
وان تان  طبق حساء صيني (شوربة صينية)، وهي تتكون من عجينة بالبيض رقيقة في حجم نصف اليد وتحشي بقطع من لحم الدجاج الناضج بحيث تتخذ شكل القطائف غير المنتظمة (ذات أطراف). تُسلق سريعا في شوربة الدجاج، وتُرفع من الشوربة. وتوضع ثلاثة منها في سلطانية ويضاف إليها شوربة الدجاج وتقدم للشخص. تؤكل في بعض مناطق الصين بإضافة الشطة لها.

### سمك وجمبري مقلي
يقطع السمك على شكل أصابع. وتغطس في الدقيق ثم البيض المضروب ثم البقسماد، ويحمر سريعا لمدة 4 دقائق في الزيت الحامي حتى يتخذ اللون الذهبي. وهي طريقة تشبه عمل لقمة القاضي، إلا أن في داخلها لحم السمك أو قد يكون الجمبري المقشور.
يقدم مع الأرز، مع إضافة قليل من صلصة الصويا الباردة.